# 淡眉树猎雀属
为雀形目灶鸟科下的一个属。主要分佈於巴西。

## 分類學
淡額樹獵雀屬是由德國自然學家路德維希·賴興巴赫於1853年所建立。其屬名是由古希臘語的（意為「鶇」）以及（意為「鑿子」）組合而成。其模式種淡額樹獵雀則是由喬治·羅伯特·格雷於1855年時所指定。

## 下属物种
本属包括以下2個物种：
- 淡眉树猎雀 Cichlocolaptes leucophrus (Jardine & Selby, 1830)
- 隱秘樹獵雀 Cichlocolaptes mazarbarnetti Buzzetti, 2014